# 酒屋高塚古墳
酒屋高塚古墳（さけやたかつかこふん）は、広島県三次市西酒屋町にある古墳。形状は帆立貝形古墳。広島県指定史跡に指定されている。

## 概要
広島県北部、三次盆地南縁の丘陵先端部に築造された大型帆立貝形古墳である。墳丘は大きく削平され、1941年（昭和16年）に盗掘に遭っているほか、1982年（昭和57年）に発掘調査が実施されている。
墳形は、前方部（方形部）が短小な帆立貝形の前方後円形で、方形部を西方向に向ける。円丘部（後円部）の墳丘は2段築成。墳丘外表では鉢巻状の葺石のほか、円筒埴輪（朝顔形埴輪含む）が認められるが、特に埴輪の表面に吉備地方特有の押圧技法が認められる点で特色を示す。埋葬施設は円丘部における竪穴式石室2基（第1号主体・第2号主体）で、石室構造には渡来系要素が指摘される。第1号主体は昭和16年の盗掘の際に大きく破壊を受けているが、その際に画文帯神獣鏡・鉄製品などの副葬品が出土しており、第2号主体では調査の際に鉄製品や勾玉・ガラス小玉などが出土している。副葬品のうちでは、全国で20数面の出土例がある画文帯神獣鏡、渡来系要素を持つ鉄釘が注目される。
築造時期は、古墳時代中期の5世紀後半頃と推定される。三次盆地は帆立貝形古墳が集中する地域として知られており、最大規模の糸井大塚古墳は未調査であるが、三玉大塚古墳や酒屋高塚古墳には渡来系石室の要素が認められるほか、三玉大塚古墳や八幡山1号墳などでは鉄製武器・甲冑が出土していることから、軍事的性格とともに畿内ヤマト王権・朝鮮半島とのつながりを持った被葬者像が示唆される。特に酒屋高塚古墳の場合には、画文帯神獣鏡・石室（および鉄釘）・埴輪にそれぞれ畿内ヤマト王権・朝鮮半島・吉備地方との交流が示唆されており、当時の様相を考察するうえで重要視される古墳になる。
古墳域は1982年（昭和57年）に広島県指定史跡に指定されている。

## 遺跡歴
- 1941年（昭和16年）、後円部竪穴式石室の盗掘。副葬品出土（現在は京都大学所蔵）[2]。
- 1982年（昭和57年）7月26日-10月1日、環境整備事業に伴う発掘調査（広島県教育委員会、1983年に報告）[3]。
- 1982年（昭和57年）10月14日、広島県指定史跡に指定[5]。

## 墳丘
墳丘の規模は次の通り。
- 墳丘長：約46メートル
- 円丘部（後円部）
  - 直径：約34メートル
  - 高さ：7メートル
- 方形部（前方部）
  - 幅：約24メートル
  - 高さ：2.5メートル

## 埋葬施設

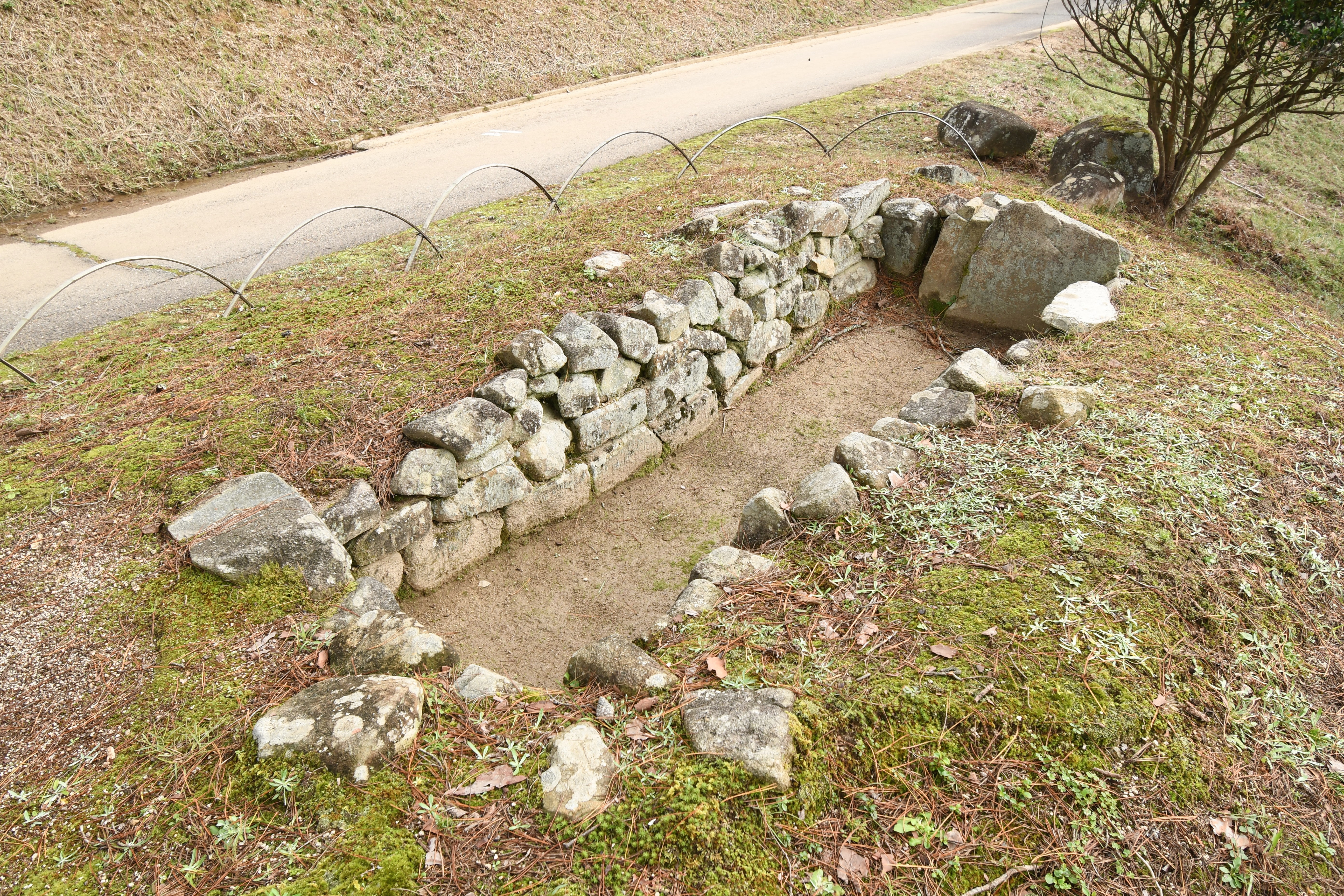
移築第2号主体広島県立みよし風土記の丘展示。

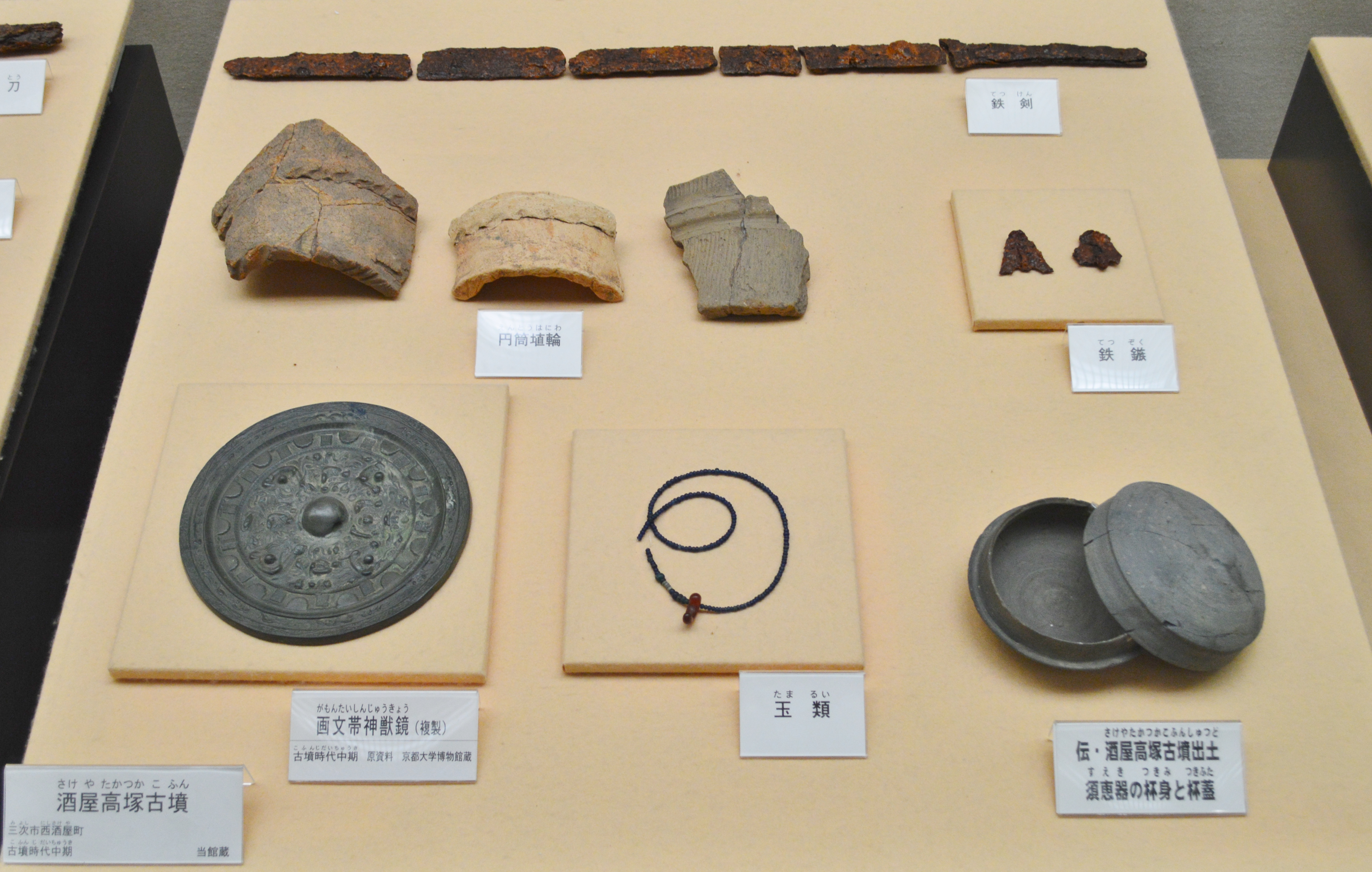
出土品みよし風土記の丘ミュージアム展示。

埋葬施設として、円丘部において竪穴式石室2基（第1号主体・第2号主体）が構築されている。それぞれの詳細は次の通り。
- 第1号主体（第1号石室）
昭和16年に盗掘に遭い大半が破壊されている[1]。石室は長さ3.6メートル（推定）・幅0.83メートル・高さ1.2メートルを測る[3]。出土した副葬品としては画文帯神獣鏡、鉄鏃、鉄斧、鉄鍬、鉄刀子、鉄釘などがある（現在は京都大学所蔵）[3]。特に画文帯神獣鏡は舶載の中国製鏡とされるが、同じ鏡は全国の古墳で20数面が出土しており、畿内ヤマト王権からの配布を示す資料とされる[3][4]。
- 第2号主体（第2号石室）
昭和57年の調査の際に発見され[1]、現在は広島県立みよし風土記の丘内に移築・復元されている。石室は長さ2.72メートル・幅0.7-0.84メートル・高さ0.5メートルを測る[3]。出土した副葬品としては鉄剣、鉄釘、勾玉、ガラス小玉などがある[3]。

以上の石室2基には石材・粘土の使い方の点で渡来系要素が指摘される。また鉄釘は木棺に使用されたものであり、鎹使用木棺を採用した三玉大塚古墳とともに色濃い朝鮮半島系要素が指摘される。

移築第2号主体俯瞰図
移築第2号主体展開図

## 文化財

### 広島県指定文化財
- 史跡
  - 酒屋高塚古墳 - 1982年（昭和57年）10月14日指定（史跡範囲面積は2,159平方メートル）[5][3]。

## 関連施設
- 広島県立みよし風土記の丘（三次市小田幸町） - 酒屋高塚古墳の第2号石室を移築復元。
- みよし風土記の丘ミュージアム（広島県立歴史民俗資料館）（三次市小田幸町） - 酒屋高塚古墳の出土品を展示。

## 関連文献
（記事執筆に使用していない関連文献）
- 『酒屋高塚古墳』広島県教育委員会、1983年。 - リンクは奈良文化財研究所「全国文化財総覧」。